# Walter Vaterl
Walter Vaterl (Söding, Steiermark, 10 december 1936) is een Oostenrijks componist.

## Leven
Vaterl studeerde aan het conservatorium in Graz, Oostenrijk. Hij kreeg les van Waldemar Bloch (harmonie, compositie), van Walter Schuchlenz (piano) en Franz Illenberger (orgel). In het begin van de jaren vijftig was hij organist in Mooskirchen, Steiermark, en schreef hij zijn eerste composities. Na zijn huwelijk in 1958 concentreerde hij zich vooral op zijn werk als koopman, maar hij bleef belangstelling houden voor blaas- en koormuziek. Pas in 1979, na een zware operatie, begon hij weer te componeren. Bij Eugen Brixel voltooide hij zijn kennis van de instrumentatie van harmonieorkesten. In 1992 kreeg hij een 3e prijs bij het Hans Schmid-compositieconcours in Salzburg voor zijn Fanfare Epinikon. 
Hij is lid van de Steirischer Tonkünstlerbund. 

## Composities

### Werken voor harmonieorkest
- 1992 Epinikion, fanfare
- 2000 Lieboch 2000
- Alpenländische Ouverture
- Büttinghausmarsch
- Europareise, suite
  1. Sightseeing
  2. Csarda am Balaton
  3. Fiesta in Madrid
- Intermezzo Schilcherland
- Kulinarium-Suite
- Narzissenfest, wals
- Saragossa, wals
- Urlaub am Land, suite
- Urlaub auf dem Bauernhof, suite

### Werken voor mandolineorkest
- 1988 Franziskusmesse